# Coras alabama
Coras alabama är en spindelart som beskrevs av Muma 1946. Coras alabama ingår i släktet Coras och familjen mörkerspindlar. Inga underarter finns listade i Catalogue of Life.